# Michael Woods
Michael Russell Woods (* 12. října 1986) je kanadský profesionální silniční cyklista jezdící za UCI ProTeam Israel–Premier Tech.

## Kariéra

### Atletika
Woodsovým prvním sportem byl lední hokej a jeho dětským snem bylo hrát jako levé křídlo za klub Toronto Maple Leafs. Před tím, než se stal cyklistou, byl Woods nadějným běžcem na středních tratích a v roce 2005 stanovil kanadské juniorské rekordy na tratích 1 míle a 3000 metrů. V tom samém roce také vyhrál zlato na juniorském panamerickém mistrovství v atletice. Kvůli intenzivnímu tréninku a závodění si však přivodil opakovanou námahovou zlomeninu na své levé noze a v roce 2007 tak absolvoval poslední běžecký závod své kariéry. Woods podstoupil 2 neúspěšné operace určené k opravení tohoto problému. S cyklistikou začal původně jako s doplňkem při tréninku, následně se však nechal přesvědčit kamarády, aby začal závodit.
Na škole byl Woodsovým učitelem angličtiny Paul Dewar, jenž se později stal členem kanadského parlamentu. Woods mohl navštěvovat díky stipendiu pro dráhové atlety Michiganskou univerzitu, kterou úspěšně dokončil v roce 2008.

### Cyklistika
Svou profesionální cyklistickou kariéru Woods zahájil v sestavě Team Québecor Garneau v roce 2013.
20. srpna 2016 bylo oznámeno, že se od sezóny 2016 Woods stane součástí UCI WorldTeamu Cannondale.
V roce 2016 byl Woods oficiálně jmenován členem kanadské reprezentace na letních olympijských hrách 2016. V květnu 2017 byl Woods jmenován na startovní listině Gira d'Italia 2017. Svou první Grand Tour dokončil na 38. místě. V jejím průběhu získal dvě 5. místa v etapách a pomohl týmovému kolegovi Pierru Rolandovi vyhrát etapu. Později téhož roku byl jmenován na startovní listině Vuelty a España 2017, kterou dokončil na celkovém 7. místě. Po cestě do cíle v Madridu stihl také posbírat jedno třetí místo v etapě a také dalších 5 umístění mezi 10 nejlepšími.
V roce 2018 získal Woods druhé místo na monumentu Lutych–Bastogne–Lutych, což vlastními slovy popsal jako "nejlepší výsledek mé kariéry". V září 2018 se Woods znovu zúčastnil Vuelty a España, na níž tentokrát zvítězil v 17. etapě s cílem na prudkém stoupání Balcón de Bizkaia. 30. září 2018 Woods získal bronzovou medaili ze silničního závodu na mistrovství světa v silniční cyklistice konaném v rakouském Innsbrucku. Pro Kanadu to byla první medaile z mistrovství světa od roku 2008, kdy v časovce získal stříbro Svein Tuft, a první medaile ze silničního závodu od bronzu Steva Bauera z roku 1984.
V červenci 2019 byl Woods jmenován na startovní listině Tour de France 2019. V říjnu 2019 se Woods zapsal mezi vítěze nejstarší klasiky, když vyhrál stý ročník závodu Milán–Turín. V srpnu 2020 bylo oznámeno, že Woods podepsal tříletý kontrakt s týmem Israel Start-Up Nation od sezóny 2021. V říjnu 2020 byl Woods jmenován na startovní listině Vuelty a España 2020. V 7. etapě se dostal do úniku a po úspěšném nástupu 2 kilometry před cílem si dojel pro své druhé kariérní etapové vítězství na Vueltě a España. Woods reprezentoval Kanadu na letních olympijských hrách 2020 a v silničním závodu si dojel pro 5. místo.

## Hlavní úspěchy
2013
Tour de Beauce
9. místo celkově
2014
Národní šampionát
4. místo silniční závod
Tour de Beauce
6. místo celkově
2015
vítěz Clássica Loulé
Tour of Utah
2. místo celkové
vítěz 5. etapy
2. místo Philadelphia International Cycling Classic
Tour of the Gila
4. místo celkově
vítěz 5. etapy
Tour of Alberta
10. místo celkově
 vítěz soutěže kanadských jezdců
2016
2. místo Milán–Turín
Tour Down Under
5. místo celkově
2017
2. místo GP Miguel Indurain
Vuelta a España
7. místo celkově
9. místo Lutych–Bastogne–Lutych
2018
Vuelta a España
vítěz 17. etapy
2. místo Lutych–Bastogne–Lutych
Mistrovství světa
 3. místo silniční závod
4. místo Giro dell'Emilia
4. místo Tre Valli Varesine
Tour of Utah
9. místo celkově
2019
vítěz Milán–Turín
2. místo Giro dell'Emilia
2. místo Japan Cup
Herald Sun Tour
3. místo celkově
vítěz 2. etapy
5. místo Il Lombardia
5. místo Lutych–Bastogne–Lutych
Volta a Catalunya
6. místo celkově
Tour Down Under
7. místo celkově
8. místo Grand Prix Cycliste de Montréal
9. místo Clásica de San Sebastián
Tour de Romandie
10. místo celkově
2020
Vuelta a España
vítěz 7. etapy
3. místo Valonský šíp
7. místo Lutych–Bastogne–Lutych
Tirreno–Adriatico
8. místo celkově
vítěz 3. etapy
2021
Tour des Alpes-Maritimes et du Var
2. místo celkově
vítěz 2. etapy
3. místo Giro dell'Emilia
4. místo Valonský šíp
Olympijské hry
5. místo silniční závod
Tour de Romandie
5. místo celkově
vítěz 4. etapy
Tour de Suisse
5. místo celkově
 vítěz vrchařské soutěže
Tour of Britain
5. místo celkově
5. místo Lutych–Bastogne–Lutych
5. místo Milán–Turín
9. místo Il Lombardia
Tour de France
lídr  po 14. etapě
2022
Route d'Occitanie
 celkový vítěz
vítěz 3. etapy
O Gran Camiño
2. místo celkově
vítěz 2. etapy
2. místo Mercan'Tour Classic
6. místo Valonský šíp
10. místo Lutych–Bastogne–Lutych
2023
Route d'Occitanie
 celkový vítěz
vítěz 3. etapy
Tour de France
vítěz 9. etapy
2. místo Mont Ventoux Dénivelé Challenge
4. místo Valonský šíp
5. místo Giro dell'Emilia
Volta a Catalunya
6. místo celkově
6. místo Tre Valli Varesine
2024
4. místo Classic Var
10. místo Tour des Alpes-Maritimes et du Var
Vuelta a España
vítěz 13. etapy

### Výsledky na etapových závodech
| Výsledky na Grand Tours        |      |      |      |      |      |      |      |      |      |
| Grand Tour                     | 2016 | 2017 | 2018 | 2019 | 2020 | 2021 | 2022 | 2023 | 2024 |
| Giro d'Italia                  | —    | 38   | 19   | —    | —    | —    | —    | —    | DNF  |
| Tour de France                 | —    | —    | —    | 32   | —    | DNF  | DNF  | 48   | —    |
| Vuelta a España                | —    | 7    | 34   | —    | 34   | —    | DNF  | —    | DNF  |
| Výsledky na etapových závodech |      |      |      |      |      |      |      |      |      |
| Závod                          | 2016 | 2017 | 2018 | 2019 | 2020 | 2021 | 2022 | 2023 | 2024 |
| Paříž–Nice                     | —    | 54   | —    | —    | DNF  | —    | —    | —    | —    |
| Tirreno–Adriatico              | —    | —    | —    | —    | 8    | —    | —    | 20   | —    |
| Volta a Catalunya              | 18   | 37   | 79   | 6    | NS   | 11   | DNF  | 6    | 62   |
| Kolem Baskicka                 | 53   | 12   | 29   | —    | NS   | DNF  | 13   | —    | —    |
| Tour de Romandie               | —    | —    | —    | 10   | NS   | 5    | 17   | DNF  | —    |
| Critérium du Dauphiné          | —    | —    | —    | DNF  | —    | —    | —    | —    | —    |
| Tour de Suisse                 | —    | 26   | —    | —    | NS   | 5    | —    | —    | —    |

### Výsledky na klasikách
| Monument                        | 2016                             | 2017                             | 2018                             | 2019                             | 2020                             | 2021                             | 2022                             | 2023                             | 2024                             |
| ------------------------------- | -------------------------------- | -------------------------------- | -------------------------------- | -------------------------------- | -------------------------------- | -------------------------------- | -------------------------------- | -------------------------------- | -------------------------------- |
| Milán – San Remo                | —                                | —                                | —                                | —                                | 65                               | —                                | —                                | —                                | —                                |
| Kolem Flander                   | Nezúčastnil se během své kariéry | Nezúčastnil se během své kariéry | Nezúčastnil se během své kariéry | Nezúčastnil se během své kariéry | Nezúčastnil se během své kariéry | Nezúčastnil se během své kariéry | Nezúčastnil se během své kariéry | Nezúčastnil se během své kariéry | Nezúčastnil se během své kariéry |
| Paříž–Roubaix                   | Nezúčastnil se během své kariéry | Nezúčastnil se během své kariéry | Nezúčastnil se během své kariéry | Nezúčastnil se během své kariéry | Nezúčastnil se během své kariéry | Nezúčastnil se během své kariéry | Nezúčastnil se během své kariéry | Nezúčastnil se během své kariéry | Nezúčastnil se během své kariéry |
| Lutych–Bastogne–Lutych          | —                                | 9                                | 2                                | 5                                | 7                                | 5                                | 10                               | 12                               | —                                |
| Giro di Lombardia               | 31                               | —                                | 13                               | 5                                | 29                               | 9                                | DNF                              | 12                               |                                  |
| Klasika                         | 2016                             | 2017                             | 2018                             | 2019                             | 2020                             | 2021                             | 2022                             | 2023                             | 2024                             |
| Amstel Gold Race                | —                                | —                                | 20                               | 68                               | NS                               | 32                               | —                                | DNF                              | —                                |
| Valonský šíp                    | 12                               | 11                               | 33                               | 55                               | 3                                | 4                                | 6                                | 4                                | —                                |
| Clásica de San Sebastián        | 61                               | —                                | —                                | 9                                | NS                               | —                                | —                                | —                                | 8                                |
| Grand Prix Cycliste de Québec   | 27                               | —                                | —                                | 17                               | Nejelo se                        | Nejelo se                        | —                                | 49                               | —                                |
| Grand Prix Cycliste de Montréal | 30                               | —                                | —                                | 8                                | Nejelo se                        | Nejelo se                        | —                                | 15                               | 8                                |
| Milán–Turín                     | 2                                | —                                | —                                | 1                                | —                                | 5                                | —                                | —                                | —                                |

| —   | Nezúčastnil se |
| DNF | Nedokončil     |
| NS  | Nejelo se      |
| JS  | Jede se        |